# Hipoplazija bubrega
Hipoplazija bubrega (lat. hypoplasia renis) je umanjenje mase parenhima bubreg zbog smanjenog broja režnjeva. Nastaje prestankom račvanja sabirnih cevčica.

## Epidemiologija
To je retka anomalija i većinom je obostrana, ali može biti jednostrana ili čak segmentna. Epidemiološke studije ukazuju na procenjenu incidencu koja je 1 slučaj na 400 porođaja  Obično nema pridruženih drugih anomalija urinarnog trakta. 

## Etiopatogeneza
Kod ove anomalije bubrega, koja može da bude jednostrana i obostrana, ne samo da je smanjene veličine, već je redukovan i broj njegovih piramida, papila i čašica. Parenhim je inače normalan, a diferencijacija nefrona uredna. Bubreg je histoloski normalan, ali ima smanjen broj osnovnih jedinica bubrega (nefrona), kojih normalno ima milion po bubregu.
Hipoplazija jednog bubrega ima dobru prognozu, pogotovu, ako je drugi bubreg zdrav, jer on nadoknađuje  nedovoljnu funkciju hipoplazijom smanjenog bubrega.
Nastanak hipoplazije bubrega u prenatalnom razvoju fetusa usko je povezan sa unutrašnjim i spoljašnjim faktorima koji tokom trudnoće utiču na žensko telo, i pojavu genetska devijacija, izazvanih seldećim etiološkim faktorima: 
- Početna nerazvijenost, koja korelira sa naslednim predispozicijama.
- Pijelonefritis, koji se razvija u maternici ili kod dece mlađe od jedne godine.
- Sekundarni proces upala bubrega, koji ih čini vrlo ranjiva u smislu intersticijska upala u bubrežnom tkivu.
- Fetalna venska blokada u bubrezima, koja uzrokuje nerazvijenost bubrega.
- Oligohidramnion u trudnoći izazvan nedovoljnom količinom amnionske tečnosti.
- Nenormalan položaj fetusa u materici.
- Zarazne bolesti u majke tokom trudnoće (rubeola, grip, itd).

## Klasifikacija
Renalni režanj (bubrežna kora zelena sa bubrežnom piramidom ispod)
Hipoplazija bubrega se odnosi na smanjenje broja bubrežnih režnjeva. Klasifikacija bubrežne hipoplazije utvrđuje četiri tipa, nazvane jednostavne, oligomeganefronične, segmentne i kortikalne.

### Jednostavna hipoplazija
Jednostavnu hipoplaziju karakteriše ili težina jednog bubrega 50% ili manje od normalne, ili kombinovana težina oba bubrega manja od 33% normalne. Često ga prati hipertenzija. Broj lobula i čašica je smanjen na pet ili manje, u poređenju sa uobičajenih deset ili više. Povećanje nefrona nije prisutno kod ovog tipa, s obzirom da je povezano sa oligomeganefronijom. Histologija je normalna. Ciste ili displazija su odsutne i osim njihove smanjene veličine, svaki drugi aspekt bubrega nije pogođen. Ako je jednostrano, kontralateralni bubreg može biti podvrgnut hipertrofiji da bi se nadoknadio zahvaćeni bubreg, a funkcija bubrega ostaje normalna. Ako se očekuje bilateralna, progresivna bubrežna insuficijencija. 

### Oligomeganefronija
Oligomeganefronija (ili oligomeganefronska hipoplazija) je retka pedijatrijska bubrežna bolest u kojoj je broj nefrona smanjen, ali je izrazito uvećan. Tubule su takođe uvećane. Ova vrsta hipoplazije je češća kod muškaraca sa odnosom tri prema jedan i uzrokovana je ili sindromom bubrežnog koloboma, braniootorenalnim sindromom, akrorenalnim sindromom ili sindromom Vuka-Hiršhorna. Oba bubrega su zahvaćena simetrično osim ako nisu upareni sa jednostranom agenezom, što je neuobičajeno. Morfologija je normalna. Kombinovana dužina oba bubrega je 80% ili manja od jednog normalnog bubrega, a brzina glomerularne filtracije je smanjena na 30% normalne. Broj bubrežnih režnjeva se smanjuje na pet do šest ili povremeno na samo jedan ili dva. Smanjen je i broj nefrona po režnju. Malformacije urinarnog trakta i nefroskleroza su odsutne, a vezikoureteralni refluks je beznačajan. Za razliku od segmentne hipoplazije, hipertenzija je retko prisutna kod ovog tipa. Pogođeni se uglavnom rađaju prerano ili mali za svoju gestaciono doba. Većina slučajeva je sporadična, ali neki su nasledni. Prijavljeno je da pogođena osoba može imati blizanca ili brata ili sestru sa istim stanjem. U prvih nekoliko godina života obolele osobe, prisutne su dehidracija, poliurija i polidipsija, praćene hiperfiltracijom uz proteinuriju, sa progresivnom bubrežnom insuficijencijom koja sledi, njen početak je određen kombinovanom bubrežnom masom. Završna bubrežna bolest se javlja između šest meseci i sedamnaest godina. 

### Segmentna hipoplazija
Segmentna hipoplazija ili Ask-Upmark bubreg je retka bubrežna bolest gde je deo bubrega podvrgnut hipoplaziji. Broj bubrežnih režnjeva je smanjen, a veličina bubrega je manja od dve standardne devijacije od proseka, pri čemu je težina često preko 50 g kod odraslih i 12–25 g kod dece. Ova vrsta hipoplazije može biti jednostrana ili bilateralna i češća je kod žena za 72%. Enzim renin se previše luči, izaziva hipertenziju i često je teška. Čašice su uvećane, glomeruli su odsutni u korteksu, a medula ili ne postoji ili je nerazvijena. Vezikoureteralni refluks i infekcije urinarnog trakta su obično prisutne, dok ciste, displazija i proteinurija odsutne. Površina bubrega ima udubljenje karlice i jednu ili više poprečnih kortikalnih žlebova, za koje se pretpostavlja da su neuspela formacija bubrežnog režnja. Bubrežni parenhim pored hipoplastičnog dela bubrega je naizgled normalan; međutim, može se podvrgnuti hipertrofiji, čineći brazde uočljivijim.

### Kortikalna hipoplazija
Kortikalna hipoplazija je nedovoljno poznat tip bubrežne hipoplazije gde je smanjen broj generacija nefrona, što dovodi do smanjenja veličine bubrežne medule i smanjenja debljine bubrežne kore tokom celog života osobe. Ovaj tip hipoplazije je često uparen sa drugim oblicima bubrežne hipoplazije i čini se da prikazuje zaustavljanje nefrogeneze, što dovodi do manjeg broja generacija nefrona, što dovodi do manje veličine bubrega uopšte. Nefrogeneza pre hapšenja je normalna. S druge strane, medularni zraci i bubrežne piramide su se smanjile u veličini sa smanjenjem radijalnog broja glomerula na osam ili manje. 

## Klinička slika
Kod jednostrane hipoplazije obično deca nemaju kliničkih simptoma, ali su skloniji infekciji, litijazi i vaskularnoj bolesti. 
Kod obostrane hipoplazije funkcija bubrega može biti nedovoljna, što se odražava na normalan rast i razvoj djeteta. Ponekad se zastoj bubrega može desiti i u periodu dojenja deteta, ali je obično manifestan između desete i dvadesete godine života. 

## Dijagnoza
Definitivna potvrda dijagnoze moguća je jedino histološkim pregledom. 

## Terapija
Način lečenja hipoplazije bubrega,  zavisi od težine hronične bolesti bubrega i usmereno je na saniranje komplikacija. Moguća terapija je i zamena bubrega.  Nakon toga bolesnici podležu redovnim kontrolama od strane nefrologa (1 do 2 puta godišnje), uz uobičajeni način zivota i ishrane.

## Komplikacije
Hipoplazija bubrega je čest uzrok bubrežne insuficijencije kod dece, kao i drugih bolesti kod odraslih.

## Literatura
- Rosenblum, S.; Pal, A.; Reidy K. (април 2017). „Renal development in the fetus and premature infant.”. Semin Fetal Neonatal Med. 22 (2): 58—66.
- Nedima ATIĆ, Izeta SOFTIĆ, Jasminka TVICA (2007). „Anomalije urinarnog trakta u djece”. Pedijatrija danas. 3 (2): 149—163.

## Spoljašnje veze
- :  (језик: енглески)
- : Genes and Disease (језик: енглески)

|  | Molimo Vas, obratite pažnju na važno upozorenje u vezi sa temama iz oblasti medicine (zdravlja). |